# Zygmunt Biesiadecki
Zygmunt Biesiadecki (ur. 26 października 1894 w Krakowie, zm. 13 stycznia 1944 w Warszawie) – polski przedwojenny aktor teatralny i filmowy oraz reżyser teatralny.

## Życiorys
Zygmunt Biesiadecki urodził się 26 października w rodzinie Józefa i Heleny z Posiadłowskich. W 1912 r. został absolwentem Gimnazjum Św. Anny w Krakowie. Podczas I wojny światowej i wojny polsko-bolszewickiej prowadził działalność kulturalno-oświatową wśród żołnierzy. W 1918 był członkiem Straży Obywatelskiej w Krakowie.
Jego kariera teatralna przebiegała następująco:
- 1912–1918 – Teatr Ludowy w Krakowie
- 1919–1931 – Teatr Polski w Poznaniu
- 1931–1935 – Teatr Polski w Katowicach
- 1935–1937 – Teatr Malickiej w Warszawie
- 1936 – Stołeczny Teatr Powszechny
- 1937–1939 – Teatr Miejski w Łodzi

Był także członkiem zarządu głównego ZASP w Warszawie.
Podczas II wojny światowej brał udział w konspiracji. W styczniu 1944 został wraz z żoną Janiną aresztowany przez Niemców. Oboje rozstrzelano 13 stycznia 1944 w Warszawie – w egzekucji przy ul. Górczewskiej (róg Płockiej) lub w ruinach getta.

## Filmografia[2]
- 1930 – Gwiaździsta eskadra
- 1937 – Znachor, jako Włóczęga

## Role teatralne[4]
- 1920 – Moralność pani Dulskiej G. Zapolskiej, jako Zbyszko Dulski (reż. Roman Żelazowski)
- 1921 – Dzieje salonu K. Wroczyńskiego, jako Józiek
- 1921 – Roztwór profesora Pytla B. Winawera, jako Perlmutter (reż. Janusz Nowacki)
- 1922 – Polowanie na mężczyznę M. Donnay, jako Roger (reż. Ryszard Wasilewski)
- 1935 – Trafika pani generałowej L. Bus-Fekete, jako Antoni (reż. Karol Benda)
- 1937 – Mała Kitty i wielka polityka D. Stefana, jako Franciszek Huber (reż. Zbyszko Sawan)